# Especialista en señoras
 Especialista en señoras  es una película en blanco y negro de Argentina dirigida por Enrique Cahen Salaberry sobre el guion de Sixto Pondal Ríos y Carlos Olivari que se estrenó el 29 de septiembre de 1951 y que tuvo como protagonistas a Juan Carlos Thorry, Analía Gadé, Ana María Campoy y Nelly Meden.

## Sinopsis
Un médico recién casado debe atender a sus hermosas pacientes bajo la atenta mirada de su reciente esposa.

## Reparto
Actuaron en el filme los siguientes intérpretes:
- Juan Carlos Thorry ... Dr. Norberto Cáceres
- Analía Gadé ... Clara
- Ana María Campoy ... Mónica
- Nelly Meden ... Paulette Lafon
- Nelly Láinez ... Sra Dubois Dubois
- Juan José Porta ... Frank
- María Esther Podestá ... Madre de Clara
- Pedro Pompilio
- Dorita Vernet
- Beba Bidart ... Mercedes
- Edith Boado
- Armando de Vicente ... Jorge
- Rosita Leporace
- María Núñez
- Nicolás Taricano
- Warly Ceriani ... Dr Torrales
- Amalia Britos
- José María Pedroza
- Carmen Campoy

## Comentarios
El Heraldo del Cinematografista opinó:

”Vistosidad, eficiente interpretación, da como resultado una película simática y divertida…que incluye toques sentimentales.”

Manrupe y Portela escriben:

”Comedia leve con una pareja muy popular en su momento, que se adelanta al posterior Dr. Cándido Pérez.”